# مایکل ابرین
مایکل ابرین (انگلیسی: Michael Eberwein؛ زادهٔ ۱۱ مارس ۱۹۹۶) بازیکن فوتبال اهل آلمان است.
از باشگاه‌هایی که در آن بازی کرده‌است می‌توان به باشگاه فوتبال هولشتاین کیل، باشگاه فوتبال هالشر، و باشگاه فوتبال اس‌سی فورتونا کلن اشاره کرد.